# ثروشتور لئو گونارسون
ثروشتور لئو گونارسون (ایسلندی: Þröstur Leó Gunnarsson؛ زادهٔ ۱۳ آوریل ۱۹۶۱) بازیگر اهل ایسلند است.
از فیلم‌ها یا برنامه‌های تلویزیونی که وی در آن نقش داشته‌است، می‌توان به ۱۰۱ ریکیاویک، نوی زال، بیوولف و گرندل، آتشفشان، دریا، چنین چیزی نیست، عمیق، عروسی شب سپید و سوگند اشاره کرد.